# Ivan Radenović
Ivan Radenović (in serbo Иван Раденовић?; Belgrado, 10 giugno 1984) è un ex cestista serbo.

## Palmarès
- YUBA liga: 1

Partizan Belgrado: 2002-03
- Coppa di Serbia: 1

Stella Rossa Belgrado: 2014